# Olympische Sommerspiele 1972/Schwimmen – 4 × 100 m Freistil (Frauen)
Die 4-mal-100-Meter-Freistilstaffel der Frauen bei den Olympischen Spielen 1972 in München wurde am 30. August ausgetragen.

## Ergebnisse

### Vorläufe

#### Vorlauf 1
| Rang | Nation      | Athletinnen                                                                  | Zeit (min) | Anm. |
| ---- | ----------- | ---------------------------------------------------------------------------- | ---------- | ---- |
| 1    | DDR         | Andrea Eife Elke Sehmisch Kornelia Ender Sylvia Eichner                      | 3:58,11    | Q    |
| 2    | Niederlande | Enith Brigitha Anke Rijnders Hansje Bunschoten Josien Elzerman               | 4:02,70    | Q    |
| 3    | Australien  | Deborah Palmer Leanne Francis Sharon Booth Debra Cain                        | 4:05,44    | Q    |
| 4    | Kanada      | Wendy Cook Judy Wright Mary Beth Rondeau Leslie Cliff                        | 4:05,95    | Q    |
| 5    | Sowjetunion | Tatjana Solotnizkaja Jelena Timoschenko Nadeschda Matjuchina Irina Ustimenko | 4:07,55    |      |
| 6    | Frankreich  | Claude Mandonnaud Chantal Schertz Christine Petit Guylaine Berger            | 4:08,82    |      |
| 7    | Mexiko      | María Teresa Ramírez Virginia Anchestegui Laura Vaca Marcia Arriaga          | 4:14,95    |      |
| 8    | Irland      | Ann O’Connor Christine Fulcher Brenda McGrory Aisling O’Leary                | 4:26,34    |      |

#### Vorlauf 2
| Rang | Nation             | Athletinnen                                                          | Zeit (min) | Anm. |
| ---- | ------------------ | -------------------------------------------------------------------- | ---------- | ---- |
| 1    | Vereinigte Staaten | Shirley Babashoff Kim Peyton Lynn Skrifvars Ann Marshall             | 3:58,93    | Q    |
| 2    | BR Deutschland     | Jutta Weber Heidemarie Reineck Gudrun Beckmann Angela Steinbach      | 4:01,63    | Q    |
| 3    | Schweden           | Anita Zarnowiecki Eva Andersson Diana Olsson Irwi Johansson          | 4:03,99    | Q    |
| 4    | Ungarn             | Andrea Gyarmati Judit Turóczy Edit Kovács Magdolna Patóh             | 4:04,29    | Q    |
| 5    | Japan              | Yoshimi Nishigawa Shigeko Kawanishi Eiko Goshi Yukari Takemoto       | 4:08,34    | NR   |
| 6    | Großbritannien     | Diana Sutherland Judith Sirs Susan Edmondson Lesley Allardice        | 4:09,51    |      |
| 7    | Italien            | Laura Podestà Patrizia Lanfredini Laura Gorgerino Federica Stabilini | 4:10,70    |      |
| 8    | Schweiz            | Margrit Thomet Irène Debrunner Christiane Flamand Françoise Monod    | 4:10,73    |      |

### Finale
| Rang | Nation             | Athletinnen                                                                                         | Zeit (min) | Anm. |
| ---- | ------------------ | --------------------------------------------------------------------------------------------------- | ---------- | ---- |
| 1    | Vereinigte Staaten | Sandra Neilson (58,98) Jenny Kemp (58,99) Jane Barkman (59,03) Shirley Babashoff (58,18)            | 3:55,19    | WR   |
| 2    | DDR                | Gabriele Wetzko (59,23) Andrea Eife (58,96) Elke Sehmisch (59,08) Kornelia Ender (58,27)            | 3:55,55    | ER   |
| 3    | BR Deutschland     | Jutta Weber (59,84) Heidemarie Reineck (59,02) Gudrun Beckmann (59,99) Angela Steinbach (59,07)     | 3:57,93    | NR   |
| 4    | Ungarn             | Andrea Gyarmati (59,32) Judit Turóczy (1:00,88) Edit Kovács (1:01,12) Magdolna Patóh (59,06)        | 4:00,39    |      |
| 5    | Niederlande        | Enith Brigitha (59,46) Anke Rijnders (1:00,85) Hansje Bunschoten (59,93) Josien Elzerman (1:01,24)  | 4:01,49    |      |
| 6    | Schweden           | Anita Zarnowiecki (1:01,16) Eva Andersson (1:00,25) Diana Olsson (1:00,30) Irwi Johansson (1:00,97) | 4:02,69    |      |
| 7    | Kanada             | Wendy Cook (1:00,98) Judy Wright (1:01,06) Mary Beth Rondeau (1:01,37) Leslie Cliff (1:00,41)       | 4:03,83    |      |
| 8    | Australien         | Deborah Palmer (1:02,02) Leanne Francis (1:01,09) Sharon Booth (1:00,70) Shane Gould (1:01,00)      | 4:04,82    |      |